# Ягудин, Керим Мусякович
Кери́м Муся́кович Ягу́дин (август 1915 — 20 августа 1944) — советский офицер, участник боёв с японцами в районе озера Хасан и Великой Отечественной войны, Герой Советского Союза (1938).

## Биография
Ягудин Керим Мусякович родился в августе 1915 года в селе Новая Усть-Уза (ныне — Петровского района Саратовской области). Окончив школу, работал в колхозе, потом на пункте «Заготживсырье» в посёлке Жерновка.
Призван в армию в 1937 году.
Служил на Дальнем Востоке. В ходе боевых действий у озера Хасан летом 1938 года пулемётчик 119-го стрелкового полка 40-й стрелковой дивизии Ягудин всё время находился в цепи атакующих, умело поддерживал огнём наступающую пехоту, завязал перестрелку с открывшим огонь японским пулемётом, во время боя принял на себя командование отделением. В числе первых вышел к озеру Хасан.
Указом Президиума Верховного Совета СССР от 25 октября 1938 года за отвагу и героизм, проявленные при отражении контратак противника на сопке Безымянной красноармейцу Ягудину Кериму Мусяковичу присвоено звание Героя Советского Союза с вручением ордена Ленина и медали «Золотая Звезда» (№ 103).
В дальнейшем учился в Киевском артиллерийском училище.
В 1940 году принят в члены ВКП(б), избран депутатом Киевского городского Совета депутатов трудящихся и членом Центрального комитета комсомола Украины.
По окончании учёбы, с марта 1942 года, сражался на Юго-Западном, Сталинградском, Южном, 4-м Украинском и 3-м Белорусском фронтах. Занимал должности командира артиллерийского взвода, батареи и дивизиона. Участвовал в обороне Харькова, Сталинградской битве, освобождении Донбасса, Крыма, Белоруссии и Литвы. Дважды ранен: 25 мая 1942 года под Харьковом и 27 августа 1943 года в Донбассе.
В Сталинградской битве командир батареи 338-го лёгко-артиллерийского полка 4-й артиллерийской дивизии старший лейтенант К. М. Ягудин огнём своей батареи уничтожил 11 блиндажей, 6 пулемётов, шестиствольный миномёт, более двух рот пехоты, 9 автомашин и подавил огонь двух артиллерийских батарей.
8 апреля 1944 года командир дивизиона 168-го гвардейского Краснознамённого лёгко-артиллерийского полка 4-й гвардейской лёгкой артиллерийской бригады 2-й гвардейской артиллерийской дивизии прорыва Резерва Главного Командования капитан К. М. Ягудин, выполняя задачу контрбатарейной борьбы, огнём своего дивизиона уничтожил две батареи противника.
9 апреля 1944 года уничтожил артиллерийскую батарею противника, 2 наблюдательных пункта, самоходное орудие «Фердинанд» и до роты солдат.
10 и 11 апреля 1944 года умелым управлением огнём своего дивизиона обеспечил стрелковым подразделениям взятие укреплений противника. Уничтожил 2 артиллерийские батареи и 2 пулемётные точки.
20 августа 1944 года К. М. Ягудин скончался от тяжёлой раны, полученной в бою на подступах к городу Вилкавишкис.

## Награды
- Медаль «Золотая Звезда» Героя Советского Союза (25.10.1938, № 103);
- орден Ленина (25.10.1938);
- орден Александра Невского (02.05.1944);
- орден Отечественной войны I степени (24.03.1943);
- медаль «За оборону Сталинграда».

## Память
- Похоронен в братской могиле советских воинов в городе Каунасе (Литва).